# Terrapin Station
Terrapin Station es el noveno álbum de estudio de la banda de rock estadounidense Grateful Dead, lanzado el 27 de julio de 1977. De acuerdo a Dennis McNally, Jerry García concibió la idea de "Terrapin Station Part One" mientras conducía sobre el puente que comunica a Richmond con San Rafael.

## Lista de canciones

### Lado Uno
1. "Estimated Prophet" (John Perry Barlow y Bob Weir) – 5:37
2. "Dancin' in the Streets" (Marvin Gaye, Ivy Jo Hunter y William "Mickey" Stevenson) – 3:16
3. "Passenger" (Phil Lesh y Peter Monk) – 2:48
4. "Samson and Delilah" (Tradicional) – 3:29
5. "Sunrise" (Donna Godchaux) – 4:03

### Lado Dos
1. "Terrapin Station Part 1" – 16:17

- "Lady with a Fan" (Jerry García y Robert Hunter)
- "Terrapin Station" (García y Hunter)
- "Terrapin" (García y Hunter)
- "Terrapin Transit" (Mickey Hart y Bill Kreutzmann)
- "At a Siding" (Hart y Hunter)
- "Terrapin Flyer" (Hart y Kreutzmann)
- "Refrain" (García y Hunter)

## Personal
- Jerry García – guitarra, voz
- Donna Jean Godchaux – voz, coros
- Keith Godchaux – teclados, voz
- Mickey Hart – batería
- Bill Kreutzmann – batería
- Phil Lesh – bajo, voz
- Bob Weir – guitarra, voz